# Atlantische poetsgarnaal
De Atlantische poetsgarnaal (Lysmata grabhami) is een garnaal uit de familie van de Hippolytidae.
De soort komt voor in het tropisch en subtropisch deel van de Atlantische Oceaan, en leeft op dieptes van 5 tot 30 meter op rotsige bodems in kloven, meestal in de buurt van de vis Mycteroperca fusca. De soort leeft van parasieten op vissen, waarvoor hij ook wel in aquaria wordt gehouden. De garnaal wordt 7 centimeter lang. Hij is hermafrodiet en leeft in tweetallen. Een volwassen dier kan zowel als mannetje als als vrouwtje geslachtelijk reproduceren, maar begint zijn leven als mannetje. De soort kan zich echter niet zelf bevruchten.
De soort lijkt sterk op de Pacifische poetsgarnaal (L. amboinensis), die voorkomt in de Grote en Indische Oceaan en de Rode Zee. Een tijd lang werd aangenomen dat de twee poetsgarnalen tot één soort behoren. Reproductie tussen de soorten bleek echter niet mogelijk.